# Glossosoma shugnanicum
Glossosoma shugnanicum là một loài Trichoptera trong họ Glossosomatidae. Chúng phân bố ở miền Cổ bắc.